# Jean Lauxerois
Jean Lauxerois est un philosophe, né le 17 juillet 1948.

## Biographie
Ancien élève de Jean Beaufret, lié d'amitié avec Kostas Axelos et Jean Gillibert, Jean Lauxerois, après avoir longtemps séjourné et enseigné en Allemagne et en Italie, a été directeur de programme au Collège international de philosophie et professeur en classes préparatoires à Paris au Lycée Jacques Decour. Il a traduit (de l'allemand et du grec ancien) des ouvrages de Martin Heidegger, Theodor W. Adorno, Walter F. Otto, Sophocle, Platon et Aristote. Son travail et ses ouvrages portent sur la pensée grecque, sur le problème du temps, sur la question éthique, sur le sens de l'œuvre d'art et de la culture. Il a fait paraître nombre de textes en ouvrage collectif et en revue (Artpress, Lignes, Circuit, Pratiques…), a préfacé les catalogues de plusieurs artistes contemporains, et a publié récemment des articles sur l'état de la France contemporaine, ainsi que sur la Roumanie (pays avec lequel il entretient des liens particuliers).

## Publications

### Ouvrages
- L'Utopie Beaubourg, vingt ans après, Paris, Bibliothèque publique d'information, Centre Georges-Pompidou, 1996.

- De l'art à l'œuvre I. Petit manifeste pour une politique de l'œuvre, Paris ; Montréal, l'Harmattan, 1999.

- (éd.) avec Peter Szendy, De la différence des arts, textes réunis par Jean Lauxerois et Peter Szendy, Paris, Ircam, Centre Georges-Pompidou. Paris ; Montréal, l'Harmattan, 1998.

- Choix, traduction et présentation de textes d'Adorno, L'Art et les arts, Desclée de Brouwer, Paris, 2002.

- Walter F. Otto & le sens grec du divin, Éditions du Grand Est, 2009.

- La Beauté des mortels, Desclée de Brouwer, Paris, 2011

La 4e de couverture porte : « Pour nous Européens, la Grèce a longtemps été « le pays de notre désir », selon la belle formule de Nietzsche. Mais est-ce encore le cas ? L’humanisme traditionnel apparaît aujourd’hui d’autant plus dépassé que le monde qu’il a contribué à édifier, fondé sur l’homme rationnel, maître de soi et de la nature, touche désormais à sa fin.Si l’on veut que la « source grecque » puisse être à nouveau féconde pour une Europe en mal de définition et d’orientation, il importe de retrouver la mémoire de ce qui fut l’invention grandiose de l’aventure grecque : l’homme n’est pleinement homme qu’à la mesure de son défaut d’être ; c’est à l’épreuve de sa limite et de sa condition de mortel qu’il peut s’accomplir et construire un monde commun. Pour devenir ce que nous sommes, pour trouver notre essentielle destination, il serait grand temps de reprendre le chemin de cette dimension fondatrice. »
- L'Épreuve du temps, Le Cercle herméneutique (collection Phéno), Paris 2016

- Quatrième de couverture : « L'Occident des Temps modernes a privilégié la représentation linéaire du temps. Sur cette ligne du temps qui continûment s'écoule, l'instant succède à l'instant, dans l'imminence d'un futur qui condamne rapidement le présent à devenir déjà passé. Dès lors, pour maîtriser ce temps qui passe et fuit, sous l'instance de la mélancolie, il a fallu inventer des systèmes de mémoire, des techniques de reproduction, des prothèses d'image. Ainsi est née, dans sa signification moderne, la culture, qui vise à rassembler la création humaine, à organiser la mémoire, à former l'héritage de la tradition. S'il est vrai que la pensée critique s'est attaquée, depuis longtemps, aux limites et même aux dangers d'une telle entreprise, elle s'est cependant bien peu interrogée sur la relation que l'idée de culture entretient avec cette conception linéaire du temps. Répondant au souci de stabiliser le passé, de le conserver sous le signe de l'identité, et de le sauver au nom de l'esprit, la culture s'est finalement instituée comme un monde autonome, rationalisé, intellectualisé, idéalisé, dont la toute-puissance s'affirme davantage encore sous son visage contemporain – industriel, technique et institutionnel. La culture devient ainsi un péril pour ce qu'elle prétend transmettre, parce qu'elle méconnaît le sens de la finitude, laquelle, au cœur de l'expérience du temps et du monde, constitue le creuset de la vie des œuvres. La culture « oublie » en l'homme son essentielle dimension d'être mortel. De fait, le temps n'est pas une ligne, mais un nœud : « le nœud de notre condition » (Pascal). et, comme tel, le temps est une épreuve, une épreuve d'existence, dont la création, selon tous ses modes, tente d'assumer la construction symbolique. Seule l'imagination, liée à la reproduction bien comprise, permet d'entrer dans ce nœud, dans « la boucle du Temps artiste » (René Char). Seuls des moments d'œuvre, capables de lier présent, passé et avenir, sont en mesure de renouer la richesse de la mémoire au déploiement de la présence, en ouvrant le sens du devenir. Rassemblant une quinzaine de textes, distribués en trois chapitres – "Fictions", "Reproductions", "Imaginations" –, cet essai souhaite contribuer tout ensemble à une critique de l'idée de culture, à une philosophie de ma reproduction et à une éthique de l'œuvre. »
- Rome Apocalypse, Éditions Guénégaud, Paris 2016

- Quatrième de couverture : « Vivre à Rome, pendant des années, en partageant au jour le jour la vie des Romains, c’est découvrir une ville très éloignée des clichés du tourisme et des enthousiasmes du traditionnel « Voyage en Italie ». Âpre, dure, corrompue, somnolente et violente à la fois, partagée entre le rêve de sa grandeur passée et la réalité de sa dégradation contemporaine, Rome garde pourtant une beauté secrète, qui exerce une emprise hypnotique sur nombre de ses habitants. Michel-Ange, Poussin, Piranèse, Goethe, Chateaubriand, Stendhal, Moravia, Ungaretti, Ingeborg Bachmann, Balthus, Fellini, Pasolini, et tant d’autres encore, hantent les pages de ce livre : les Romains eux-mêmes, de souche ou d’adoption, morts et vivants, célèbres et anonymes, nous aident à saisir la vérité souterraine de leur ville, son énigme, sa vibration. Plus qu'un guide inédit, Rome Apocalypse est à la fois un voyage dans Rome et une quête spirituelle : la Ville s'y révèle dans une lumière surprenante, qui éclaire aussi le destin de l'Europe d'aujourd'hui. »

### En ouvrage collectif et en revue
(notamment)
- sur Theodor W. Adorno : 
  - « À bon entendeur », Circuit,14, Université de Montréal, 2003
  - « Adorno sur écoute », Lignes, 11, Paris, 2003
  - « Adorno et la question de la technique », dans Appareils et formes de la sensibilité, L'Harmattan, Paris 2005

- sur Kostas Axelos :
  - « Au défaut de la pensée », in Pour Kostas Axelos, Ousia, Bruxelles, 2004
  - « Kostas Axelos, l'exil, l'errance, le passage », revue Desmos n°16, Paris, 2006
  - « La Catastrophe et la ruse », in Monde, catastrophe, enjeux, Le Cercle herméneutique, Paris, 2006
  - "Vers une pensée poétique", in Destins d'exilés, Éditions Le Manuscrit, 2011

- sur Proust : 
  - « L'Âme instrumentale », in Les Cahiers de l'Ircam, no 7, 1995
  - « Le Passage du flou », in Vagues figures ou les promesses du flou, Université de Pau, 1999

- sur André Breton :
  - « La Photographie et son ombre », in Revue Ligeia, La photographie en vecteur, n° 49 à 52, janvier-juin 2004
  - « Pour une critique de la liaison pure », in La liaison, Université de Pau, 2008

- « Le Jardin de la mélancolie », in Le Jardin, art et lieu de mémoire, Éditions de l'Imprimeur, 1995
- « Éloge de l'imagination graphique », postface de Images de pensée, de Marie-Haude Caraës et Nicole-Marchand-Zanartu, RMN, Paris, 2011

- Pour une éthique de la honte, à la lumière de l'expérience grecque, in La Honte – philosophie, éthique et psychanalyse, Le Cercle Herméneutique éditeur, 2014

### Traductions (commentées)
- Martin Heidegger, Question IV, Paris, Gallimard, 1976.
- Theodor W. Adorno, Sur quelques relations entre musique et peinture, textes réunis et trad. de l'allemand par Peter Szendy avec la collaboration de Jean Lauxerois, Paris, La Caserne, 1995.
- Walter F. Otto, L'Esprit de la religion grecque ancienne : Theophania, trad. de l'allemand par Jean Lauxerois et Claude Roëls, Paris, Berg international, 1995, repris in Paris, Pocket, collection "Agora", 2008.
- Sophocle, Œdipe tyran, trad. et postface Jean Lauxerois, Ivry-sur-Seine, Éditions À propos, 2001.
- Theodor W. Adorno, L'Art et les arts, textes réunis, traduits et présentés par Jean Lauxerois, Paris, Desclée de Brouwer, 2002.
- Aristote, Éthique à Nicomaque : livre VIII et IX. L'amicalité, trad. et postface Jean Lauxerois, Ivry-sur-Seine, Association À propos, 2002.
- Sophocle, Antigone, trad., présentation, notes et postface de Jean Lauxerois, Paris, Arléa, 2005, repris in Paris, Pocket, collection "Agora",  2008.
- Aristote, Rhétorique, nouvelle traduction du grec, préface et notes de Jean Lauxerois, Paris, Pocket, collection "Agora", 2007.
- Platon, Ion et autres textes, poésie et philosophie, traductions, préface et postface de Jean Lauxerois, Paris, Paris, Pocket, collection "Agora", 2008.
- Adorno, Beaux passages, Écouter la musique, choix de textes, traduction et postface de Jean Lauxerois, Payot, novembre 2013

La 4e de couverture porte : « Dès les années 30, le philosophe Theodor W. Adorno s’est intéressé à la modernité naissante, liée à l’apparition conjuguée de la musique contemporaine ¬– l’École de Vienne – et des nouveaux moyens techniques de reproduction du son et de l’image. Jusqu’à sa mort en 1969, il a  cherché à penser les relations complexes qu’entretiennent l’art, la technique et la culture dans la société moderne. Le volume Beaux Passages réunit une constellation inédite de textes des années 60, consacrés à ces questions. Adorno y analyse l’influence de la radio et du disque sur la musique, étudie la variété des types d’écoute, s’interroge sur la création musicale et sur sa réception, rapproche musique et cinéma.. Qu’est-ce, en effet, qu’écouter ? Comment écouter ? Comment et pourquoi écouter la musique ?  Dans quelle mesure les nouveaux moyens de reproduction et de diffusion du son modifient-ils notre écoute, voire la musique elle-même ? Tout en ruinant bien des clichés,  Adorno développe une pensée  qui fraye un chemin original jusqu’à ce qui se glisse dans nos oreilles et jusqu’à ce qui vibre sous la peau de la musique. Critique radical de l’industrie culturelle et de la barbarie feutrée qu’elle annonce, il réhabilite cependant les techniques de reproduction et de diffusion : elles permettent, notamment, d’approfondir le lien entre la musique et le temps – le temps original du compositeur, et le temps personnel  de l’auditeur. En libérant le lecteur des habitudes et des stéréotypes, en le conduisant dans la vibration intime des œuvres, en l’ouvrant à la profondeur de la musique, Adorno tente de l’initier au sens de l’art et à sa raison d’être.»